# José González Marín
José González Marín (Cártama, Málaga, 28 de abril de 1889 - Cártama, 31 de mayo de  1956) fue actor y rapsoda español.

## Biografía
Natural de la localidad de Cártama, a escasos kilómetros de Málaga, José González Marín nace en el seno de una familia perteneciente a la burguesía agraria del Valle del Guadalhorce. Tras su paso por el seminario, comenzará los estudios de Derecho, que alterna en su juventud con la actuación en Teatro, donde llega a ser intérprete de cierto éxito en la compañía de María Guerrero.
Su verdadera vocación la descubrirá, sin embargo, años más tarde. Destacará como rapsoda, organizando giras por toda España e Hispanoamérica, donde la elegancia de su recitación le granjeará el favor del público y de numerosos intelectuales como Ramón María del Valle Inclán , José María Pemán o Jacinto Benavente, manteniendo incluso una estrecha amistad con varios miembros de la Generación del 27 como Rafael Alberti , Ignacio Sánchez Mejías o Federico García Lorca, que lo visita en su casa de Cártama.
En 1936 se ve obligado a huir de España por unas polémicas declaraciones contra el gobierno del Frente Popular realizadas en Madrid al término de una de sus actuaciones. Tras recoger en su pueblo natal una imagen de la Virgen de los Remedios, patrona de Cártama, inicia una improvisada gira que le llevará a visitar durante los primeros meses de la Guerra civil española países como Venezuela, Perú, Costa Rica o Cuba. Regresó a España al término del conflicto.
Durante las décadas de 1940 y 1950 continúa su exitosa carrera, siendo tal vez el único intelectual en recitar obras del autor granadino Federico García Lorca.

## Distinciones
A lo largo de su vida José González Marín fue nombrado miembro de la Real Academia de Bellas Artes de San Telmo de Málaga, recibiendo numerosas distinciones y homenajes, como el que le tributa en 1935 el pueblo de Cártama o los reconocimientos realizados por Málaga, Ronda, Tolox, Alhaurín de la Torre o Alhaurín el Grande. Precisamente en esta última localidad, se encontraba muy vinculado a la Hermandad de Nuestro Padre Jesús Nazareno, estando presente en la entrada de la nueva imagen titular de esta corporación en la localidad el 28 de abril de 1941. Por su mediación, la talla vestiría una túnica
perteneciente a la imagen del Nazareno de su Cártama natal. También colaboró en cuantas iniciativas realizó la Hermandad durante este periodo, como la colocación del zócalo del altar mayor de la Ermita de San Sebastián, elegido por él y sufragado en parte con su donativo. Esta circunstancia se refleja en el hecho de que su nombre aparezca citado en los programas de actos del  Día de Jesús, festividad de Gloria que se celebra en Alhaurín el Grande.
Su muerte se produjo en 1956. Actualmente cuenta en su Cártama natal una calle con su nombre.